# Barrage de Gönen
Pour les articles homonymes, voir Gönen.
Le barrage de Gönen est un barrage situé en Turquie. La rivière émissaire du barrage appelée Gönen Çayı passe à Gönen et se jette dans la Mer de Marmara.

## Sources
- (en) Site de l'agence gouvernementale turque des travaux hydrauliques.